# Rinat Valijev
Rinat Ischakovitj Valijev, ryska: Ринат Исхакович Валиев, född 11 maj 1995, är en rysk professionell ishockeyspelare som är kontrakterad till NHL-organisationen Montreal Canadiens och spelar för deras primära samarbetspartner Laval Rocket i AHL.
Han har tidigare spelat för Toronto Maple Leafs i NHL och på lägre nivåer för Toronto Marlies i AHL, Bars Kazan i MHL, Kootenay Ice i WHL och Indiana Ice i USHL.
Valijev draftades i tredje rundan i 2014 års draft av Toronto Maple Leafs som 68:e spelare totalt.
25 februari 2018 blev han tradad från Maple Leafs tillsammans med Kerby Rychel och ett draftval i andra rundan 2018, till Montreal Canadiens i utbyte mot Tomáš Plekanec och Kyle Baun.

## Statistik
| 2011–2012  | Bars Kazan          | MHL        | 15  | 1  | 1  | 2  | 10  | 1  | 1 | 0  | 1  | 0  |
| 2012–2013  | Bars Kazan          | MHL        | 6   | 0  | 0  | 0  | 0   | —  | — | —  | —  | —  |
|            | Indiana Ice         | USHL       | 36  | 6  | 7  | 13 | 43  | —  | — | —  | —  | —  |
| 2013–2014  | Kootenay Ice        | WHL        | 55  | 5  | 23 | 28 | 68  | 13 | 1 | 8  | 9  | 16 |
| 2014–2015  | Kootenay Ice        | WHL        | 52  | 9  | 37 | 46 | 53  | 7  | 3 | 2  | 5  | 0  |
|            | Toronto Marlies     | AHL        | 2   | 0  | 0  | 0  | 0   | —  | — | —  | —  | —  |
| 2015–2016  | Toronto Maple Leafs | NHL        | 2   | 0  | 0  | 0  | 0   | —  | — | —  | —  | —  |
|            | Toronto Marlies     | AHL        | 54  | 3  | 18 | 21 | 28  | —  | — | —  | —  | —  |
| NHL totalt | NHL totalt          | NHL totalt | 2   | 0  | 0  | 0  | 0   | —  | — | —  | —  | —  |
| AHL totalt | AHL totalt          | AHL totalt | 56  | 3  | 18 | 21 | 28  | —  | — | —  | —  | —  |
| WHL totalt | WHL totalt          | WHL totalt | 107 | 14 | 60 | 74 | 121 | 20 | 4 | 10 | 14 | 16 |